# Wadi Ara

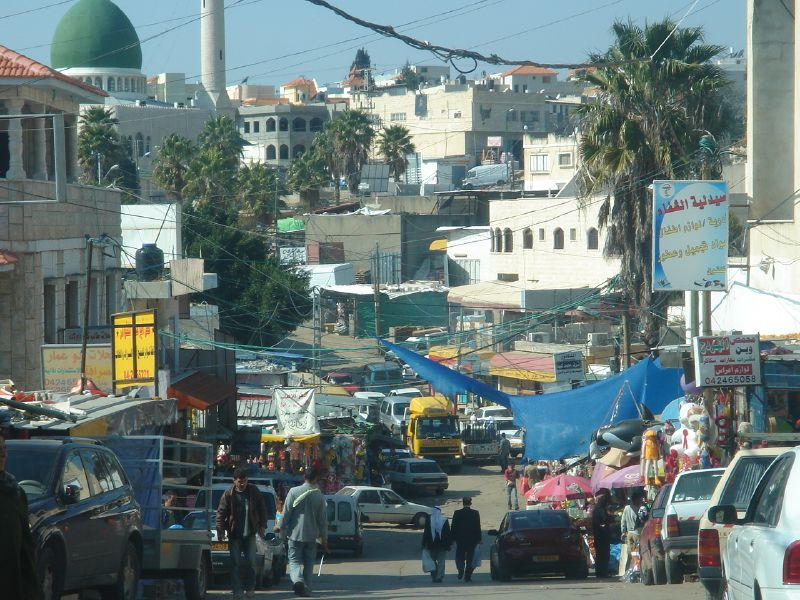
Straßenszene in Wadi Ara

Wadi Ara (arabisch وادي عارة, DMG Wādī ʿĀra; hebräisch נַחַל עִירוֹן Nachal ʿĪrōn) ist ein Wadi, dessen Wasserlauf in Richtung Levantinisches Meer abfließt. In Richtung See verbreitert sich das Wadi, bevor es in die offene Scharonebene übergeht. Das Wadi im Bezirk Haifa und das Gebiet entlang des Laufs zählt zum arabisch geprägten Meschullasch nordwestlich der Grünen Linie. Südlich Kafr-Qaras erstreckt sich bis Charisch der Wald ʿIron (יַעַר עִירוֹן Jaʿar ʿĪrōn) von ungewöhnlicher Artenvielfalt, der neben den Wäldern um Bethlehem (Galiläa) die größten und ältesten Eichenbestände des Landes aufweist. Im Wald ʿIron wachsen Aleppo-Eichen, Tabor-Eichen (quercus ithaburensis) und Stieleichen in gemischten Beständen, womit er wohl den südlichsten Punkt der Verbreitung letzterer darstellt.

## Geschichte
Der osmanische Versuch im Ersten Weltkrieg auf Seiten der Mittelmächte, den Suezkanal zu blockieren, um so die Verbindungen zwischen den Teilen des Britischen Imperiums auf weite Umwege zu zwingen und im Falle eines Sieges das bis 1882 osmanische Chedivat Ägypten dem britischen Einfluss wieder zu entreißen, endete schließlich mit der Niederlage und Auflösung des Osmanischen Reiches. Den Sinaifeldzug trieben siegreiche Gegenvorstöße der Egyptian Expeditionary Force (EEF) der Triple Entente vom ägyptischen Sinai immer weiter nordostwärts über die osmanische Grenze ins Heilige Land, weshalb die Militärberichte von Palästinafront sprechen. Nachdem osmanische Armee, deutsches Asienkorps und Österreich-Ungarns Truppen in Palästina der Mittelmächte sich zurückgezogen hatten, rückten am 19. September 1918 Entente-Streitkräfte im Wadi ein.